# Hundested-Rørvig Færgefart
Færgeforbindelsen Hundested-Rørvig er en af de korteste færgeoverfarter i Danmark. Den krydser sundet ved udløbet af Isefjorden, og sejler mellem Hundested på Halsnæs vest for Frederiksværk og Rørvig i Odsherred. Overfartstiden er på ca. 25 minutter, og der er afgang hver halve time.
Overfarten varetages af to færger, Isefjord og Nakkehage, som refererer til farvandet de sejler i, Isefjord, samt et lokalt område, Nakkehage.
Rederiet stiftedes i 1917, og har varetaget overfarten siden da.
I Hundested Havn er ved færgen anlagt Hundested Havn Station, med forbindelse mod Frederiksværk og Hillerød.
I Rørvig Havn er der busforbindelse mod Nykøbing. 